# Embajada de España en Panamá
La Embajada de España en Panamá es la máxima representación legal del Reino de España en la República de Panamá.

## Historia
El territorio panameño fue incluido dentro de la Gran Colombia constituida en 1819 y disuelta en 1831. Panamá llegó a efectuar dos separaciones temporales de la Gran Colombia (1830 y 1831) y una en 1851 cuando el territorio del istmo estaba integrado en la República de Nueva Granada. Con la constitución de los Estados Unidos de Colombia, Panamá, se transformó en un estado soberano dentro de la Unión pero en 1886 con la fundación de la República de Colombia quedó reducido a la condición de departamento. El apoyo político y militar estadounidense a la creación de un canal, que facilitara la comunicación entre las dos costas estadounidenses, en la zona de Panamá fue suficiente para lograr que el territorio panameño adquiera la independencia el 3 de noviembre de 1903.
En 1899 ya había funcionando en Panamá un consulado español, cuando aún dependía de la embajada española en Colombia, y que siguió con esa categoría con la independencia de Panamá. En 1951 se elevó la legación a la categoría de Embajada con embajador residente en el país americano.

## Embajador
El actual embajador es Guzmán Palacios Fernández, quien fue nombrado por el gobierno de Pedro Sánchez el 14 de septiembre de 2022.

## La Embajada de España
El único edificio de representación del Reino de España es la embajada española en la Ciudad de Panamá, inaugurado en 1916, aunque no adquirió carácter de embajada hasta 1951. La cancillería y el consulado-general de España se encuentra en Plaza de Belisario Porras, entre Av. Perú y Calle 33 A, Ciudad de Panamá.

## Otras propiedades de la Embajada de España
Aparte, España tiene los siguientes propiedades afuera de las instalaciones de la embajada:
- Residencia de la Embajada (Calle las Gladiolas 52, Ciudad de Panamá)
- Centro Cultural Casa del Soldado (Calle 5a, Ciudad de Panamá)
- Oficina Comercial (Edificio St. Georges Bank, Calle 50 y 53, piso 8. Ciudad de Panamá)
- Oficina Técnica de Cooperación AECID (Calle Gonzalo Crance, Edificio 179, Ciudad del Saber Clayton, Ciudad de Panamá)

## Galería

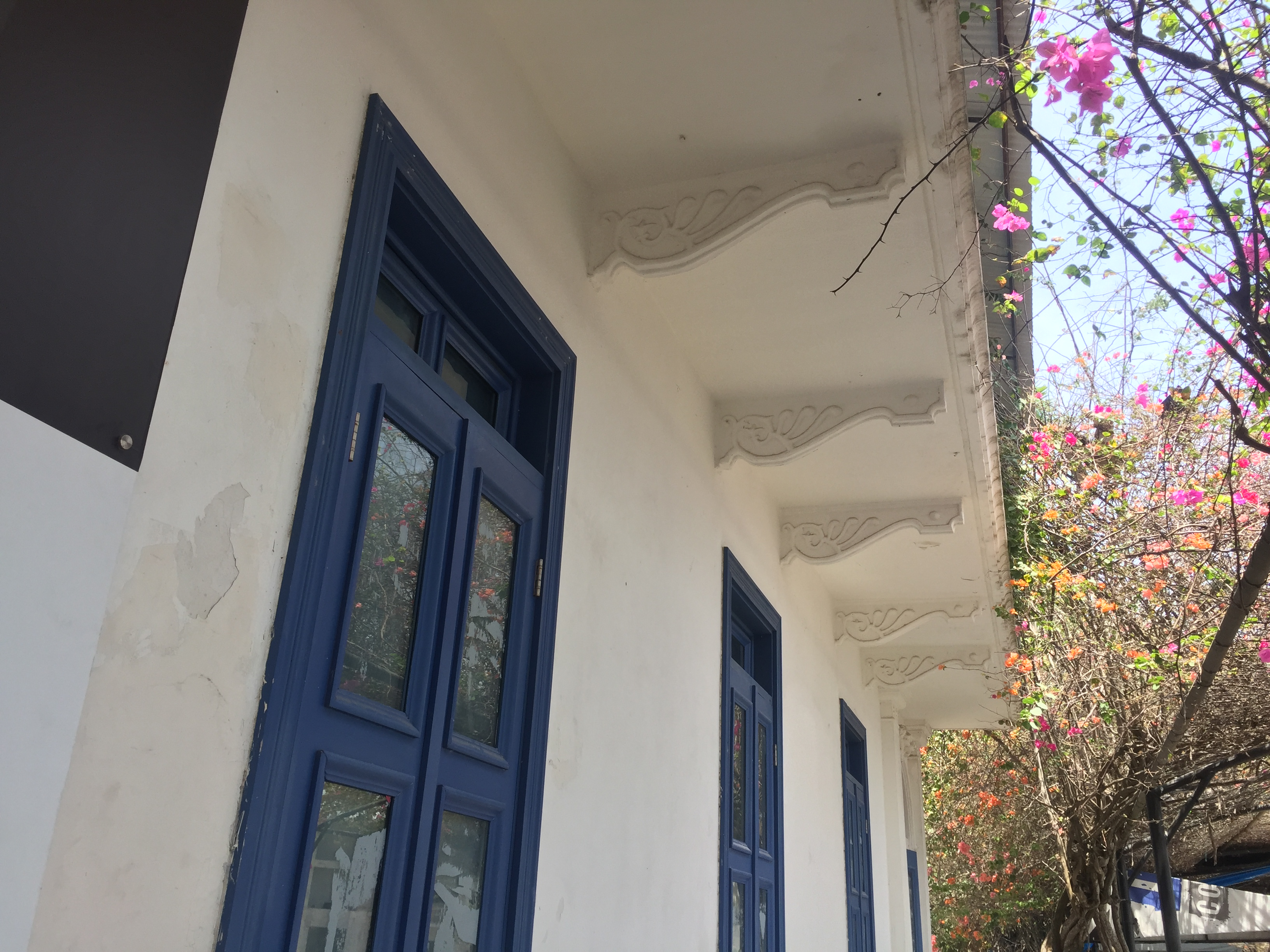
Centro Cultural Casa del Soldado